# 尤素夫·沙巴利
尤素夫·沙巴利（1993年3月5日—）是塞內加爾的職業足球運動員，司職右後衛，現效力於卡塔爾星級足球聯賽俱乐部艾杜哈尼。